# Raphaël Danchin
 Raphaël Danchin (* 16. Februar 1971) ist ein französischer Mathematiker.
Danchin studierte an der École polytechnique mit dem Abschluss 1993 und erhielt 1994 seinen DEA in Mathematik an der Universität Paris-Süd in Orsay. Er  wurde 1996 bei Jean-Yves Chemin an der École Polytechnique promoviert (Analyse numérique et harmonique d’un problème de mécanique des fluides). 2001 habilitierte er sich an der Universität Paris VI, wo er seit 1997 am Labor für Numerische Analysis für das CNRS forschte. 1999/2000 war er am Institute for Advanced Study.  Er ist seit 2002 Professor an der Universität Paris-Ost Val de Marne (Université Paris-Est Créteil Val-de-Marne). 2005 bis 2017 lehrte er auch als Chargé de Cours in Teilzeit an der École Polytechnique.
Er befasst sich mit mathematischen Methoden in der Hydrodynamik, zum Beispiel Fourieranalysis-Methoden zum Beispiel bei den Navier-Stokes-Gleichungen (zum Beispiel mit variabler Dichte), aber auch mit Eulergleichungen, Gross-Pitaevski und Korteweg Gleichungen (für Flüssigkeiten mit Phasenübergängen).
2011 bis 2016 war er Junior-Mitglied des Institut universitäre de France. 2009 erhielt er den Prix Maurice Audin.
Er ist der Sohn des Genetikers Antoine Danchin.

## Schriften (Auswahl)
- mit Hajer Bahouri, Jean-Yves Chemin: Fourier analysis and nonlinear partial differential equations, Grundlehren der mathematischen Wissenschaften 343, Springer 2011
- Low Mach number limit for viscous compressible flows, Mathematical Modelling and Numerical Analysis, Band 12, 2005, S. 459–475
- A survey on Fourier analysis methods for solving the compressible Navier-Stokes equations, Sci. China Math., Band 55, 2012, S. 245–275
- mit R. Carles, J.-C. Saut: Madelung, Gross-Pitaevskii and Korteweg, Nonlinearity, Band 25, 2012, S. 2843–2873
- Fourier Analysis Methods for Compressible Flows, Panoramas et synthèses, Band 50, Société Mathématique de France,  2016.
- Fourier analysis methods for the compressible Navier-Stokes equations, in: Y. Giga, A. Novotny (Hrsg.), Handbook of Mathematical Analysis in Mechanics of Viscous Fluids,  Springer 2016.